# Ереванская канатная дорога
Ереванская канатная дорога (арм. Երևանի ֆունիկուլյոռ или арм. Երևանի ճոպանուղի) — линия канатной дороги в Ереване (Республика Армения), которая соединяет центр города с Норкским плато.
Архитекторами проекта являлись Багдасар Арзуманян и Ованес Маркарян. Линия имеет две станции — Нижная (на стыке улиц Налбандяна и Чаренца) и Верхная (на Норкском плато).

## История
Ереванская канатная дорога была открыта в 1967 году и перевозила пассажиров из центра города до Норкского плато и обратно. Расстояние между станциями составляет 540 метров при разнице высот 109 метров. Кабина проходила это расстояние за 2,5 минуты. Она позволяла сократить более чем в 5 раз, по сравнению с автомобилем, время пути до плато.
В первые годы независимости в городе были большие проблемы с электроснабжением, тем не менее канатная дорога продолжала свою работу и перевозила по 400—500 человек в день.

### Инцидент 2004 года
2 апреля 2004 года на канатной дороге произошел инцидент, в этот день оборвался трос, и с большой высоты обрушился вагон, в котором находились 9 человек. В результате трагедии 3 человека погибли, а 6 — ранены. Позже в больнице, не приходя в сознание, скончались еще два человека, среди них гражданин Ирана. По словам специалистов, работавших на месте аварии, версия перегрузки вагона, рассчитанного на 12 пассажиров, исключается. В инциденте обвинили владельца канатной дороги, причиной трагедии стало состояние тросов, не менявшихся долгое время.
После инцидента 2004 года, канатная дорога была закрыта и частично демонтирована.

## Станции

### Нижная станция (Гераци)
По состоянию на 2023 год объект заброшен. На нижней станции осталась уцелевшая кабина. Одна из двух главных лестниц частично обрушена.
- Станция в 1997 году
- вид станции с боку
- Старая кабина, до сих пор находящяяся на станции
- тросовые сети сейчас

### Верхняя станция (Норк)
Верхняя станция также заброшена, однако находится в немного лучшем состоянии, чем нижняя станция, хотя местные жители уверены, что её ждёт та же судьба, что и постигло нижней станции.